# Poul Nielsen
Niels Poul Nielsen detto Tist (Copenaghen, 25 dicembre 1891 – Copenaghen, 9 agosto 1962) è stato un calciatore danese, di ruolo attaccante.
Figura tra i marcatori più prolifici delle nazionali di calcio.

## Biografia
Nato a Copenaghen, da ragazzo era solito intrufolarsi con gli amici a vedere le partite di calcio senza pagare il biglietto; cioè da gratist ("scroccone"), da cui derivò poi il suo soprannome tist.
Morì a Copenaghen nel 1962.

## Carriera

### Club
Giocò dal 1907 al 1927 per la squadra della sua città natale e capitale della Danimarca, il KB, vincendo sei volte il titolo nazionale e mettendo a segno 276 gol in circa duecento presenze.

### Nazionale
Convocato dalla Nazionale danese a partire dal 1910, la sua prolificità gli permise di firmare un record di cinquantadue reti in sole trentotto partite, tuttora insuperato (solo Jon Dahl Tomasson è riuscito a pareggiarlo nel 2010, ma con più presenze); il record include ben ventitré reti nelle prime dodici presenze, tra le quali sei alla Svezia (la partita finì 10 a 0 per i danesi), quattro alla Germania (4-1) e due triplette a Paesi Bassi (4-3 per i danesi) e Norvegia (8-1) in partite amichevoli del 1913. Segnò poi, tra le altre, ancora quattro reti alla Norvegia nel 1916 (8-0) e di nuovo altre cinque l'anno successivo (12-0) in quella che è tuttora la peggior sconfitta calcistica dei norvegesi. Vinse la medaglia d'argento alle Olimpiadi del 1912, scendendo in campo nella vittoria per 4-1 contro i Paesi Bassi (occasione in cui marcò anche il suo primo gol in nazionale).
In totale mise a segno otto triplette (contando anche marcature superiori: quaterne, cinquine, etc.) e cinque doppiette con la Nazionale, andando a segno in ventiquattro delle trentotto partite giocate.

## Nazionale

### Cronologia presenze e reti in Nazionale

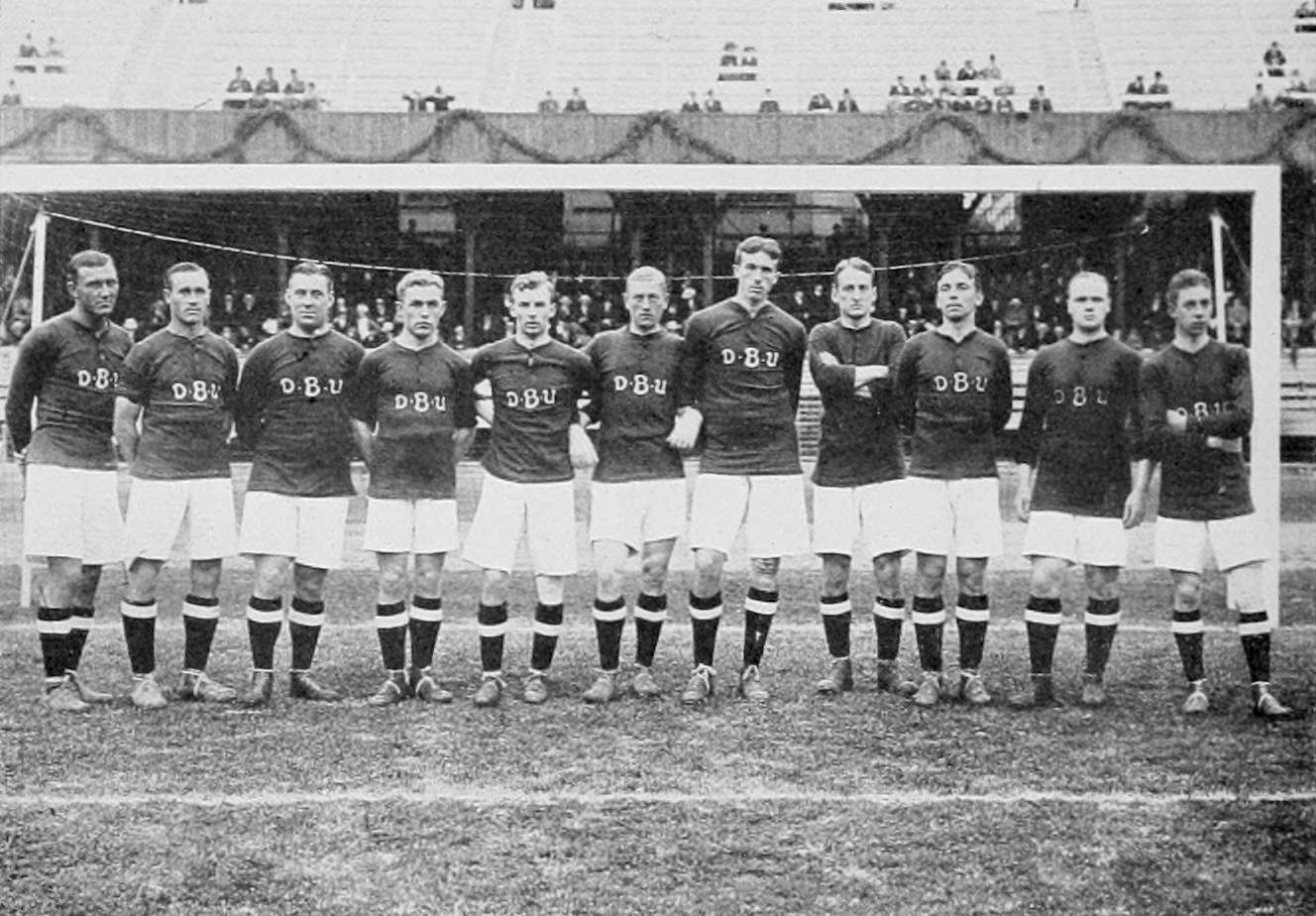
La nazionale danese vincitrice della medaglia d'argento nel 1912. Da sinistra: Anton Olsen, Sophus "Krølben" Nielsen, Harald Hansen, Paul Berth, Poul Nielsen, Sophus Hansen, Nils Middelboe, Charles Buchwald, Oskar Nørland, Emil Jørgensen, Vilhelm Wolfhagen.

| Cronologia completa delle presenze e delle reti in nazionale ― Danimarca | Cronologia completa delle presenze e delle reti in nazionale ― Danimarca | Cronologia completa delle presenze e delle reti in nazionale ― Danimarca | Cronologia completa delle presenze e delle reti in nazionale ― Danimarca | Cronologia completa delle presenze e delle reti in nazionale ― Danimarca | Cronologia completa delle presenze e delle reti in nazionale ― Danimarca | Cronologia completa delle presenze e delle reti in nazionale ― Danimarca | Cronologia completa delle presenze e delle reti in nazionale ― Danimarca |
| Data                                                                     | Città                                                                    | In casa                                                                  | Risultato                                                                | Ospiti                                                                   | Competizione                                                             | Reti                                                                     | Note                                                                     |
| ------------------------------------------------------------------------ | ------------------------------------------------------------------------ | ------------------------------------------------------------------------ | ------------------------------------------------------------------------ | ------------------------------------------------------------------------ | ------------------------------------------------------------------------ | ------------------------------------------------------------------------ | ------------------------------------------------------------------------ |
| 5-05-1910                                                                | Copenaghen                                                               | Danimarca                                                                | 2 – 1                                                                    | Inghilterra                                                              | Amichevole                                                               | -                                                                        |                                                                          |
| 21-10-1911                                                               | Londra                                                                   | Inghilterra                                                              | 0 – 2                                                                    | Danimarca                                                                | Amichevole                                                               | -                                                                        |                                                                          |
| 2-07-1912                                                                | Stoccolma                                                                | Danimarca                                                                | 4 – 1                                                                    | Paesi Bassi                                                              | Olimpiadi del 1912                                                       | 1                                                                        |                                                                          |
| 25-05-1913                                                               | Copenaghen                                                               | Danimarca                                                                | 8 – 0                                                                    | Svezia                                                                   | Amichevole                                                               | 1                                                                        |                                                                          |
| 5-10-1913                                                                | Stoccolma                                                                | Svezia                                                                   | 0 – 10                                                                   | Danimarca                                                                | Amichevole                                                               | 6                                                                        |                                                                          |
| 26-10-1913                                                               | Amburgo                                                                  | Germania                                                                 | 1 – 4                                                                    | Danimarca                                                                | Amichevole                                                               | 4                                                                        |                                                                          |
| 17-05-1914                                                               | Copenaghen                                                               | Danimarca                                                                | 4 – 3                                                                    | Paesi Bassi                                                              | Amichevole                                                               | 3                                                                        |                                                                          |
| 5-06-1914                                                                | Copenaghen                                                               | Danimarca                                                                | 3 – 0                                                                    | Inghilterra                                                              | Amichevole                                                               | 1                                                                        |                                                                          |
| 6-06-1915                                                                | Copenaghen                                                               | Danimarca                                                                | 2 – 0                                                                    | Svezia                                                                   | Amichevole                                                               | 1                                                                        |                                                                          |
| 19-09-1915                                                               | Copenaghen                                                               | Danimarca                                                                | 8 – 1                                                                    | Norvegia                                                                 | Amichevole                                                               | 3                                                                        |                                                                          |
| 31-10-1915                                                               | Stoccolma                                                                | Svezia                                                                   | 0 – 2                                                                    | Danimarca                                                                | Amichevole                                                               | 1                                                                        |                                                                          |
| 4-06-1916                                                                | Copenaghen                                                               | Danimarca                                                                | 2 – 0                                                                    | Svezia                                                                   | Amichevole                                                               | 2                                                                        |                                                                          |
| 8-10-1916                                                                | Stoccolma                                                                | Svezia                                                                   | 0 – 4                                                                    | Danimarca                                                                | Amichevole                                                               | -                                                                        |                                                                          |
| 15-10-1916                                                               | Copenaghen                                                               | Danimarca                                                                | 8 – 0                                                                    | Norvegia                                                                 | Amichevole                                                               | 4                                                                        |                                                                          |
| 3-06-1917                                                                | Copenaghen                                                               | Danimarca                                                                | 1 – 1                                                                    | Svezia                                                                   | Amichevole                                                               | -                                                                        |                                                                          |
| 7-10-1917                                                                | Copenaghen                                                               | Danimarca                                                                | 12 – 0                                                                   | Norvegia                                                                 | Amichevole                                                               | 5                                                                        |                                                                          |
| 14-10-1917                                                               | Stoccolma                                                                | Svezia                                                                   | 1 – 2                                                                    | Danimarca                                                                | Amichevole                                                               | -                                                                        |                                                                          |
| 6-10-1918                                                                | Copenaghen                                                               | Danimarca                                                                | 4 – 0                                                                    | Norvegia                                                                 | Amichevole                                                               | 1                                                                        |                                                                          |
| 5-06-1919                                                                | Copenaghen                                                               | Danimarca                                                                | 4 – 0                                                                    | Svezia                                                                   | Amichevole                                                               | 2                                                                        |                                                                          |
| 12-06-1919                                                               | Copenaghen                                                               | Danimarca                                                                | 5 – 1                                                                    | Norvegia                                                                 | Amichevole                                                               | 3                                                                        |                                                                          |
| 21-09-1919                                                               | Kristiania                                                               | Norvegia                                                                 | 2 – 3                                                                    | Danimarca                                                                | Amichevole                                                               | 2                                                                        |                                                                          |
| 12-10-1919                                                               | Stoccolma                                                                | Svezia                                                                   | 0 – 3                                                                    | Danimarca                                                                | Amichevole                                                               | -                                                                        |                                                                          |
| 2-10-1921                                                                | Copenaghen                                                               | Danimarca                                                                | 3 – 1                                                                    | Norvegia                                                                 | Amichevole                                                               | 3                                                                        |                                                                          |
| 9-10-1921                                                                | Stoccolma                                                                | Svezia                                                                   | 0 – 0                                                                    | Danimarca                                                                | Amichevole                                                               | -                                                                        |                                                                          |
| 15-04-1922                                                               | Liegi                                                                    | Belgio                                                                   | 0 – 0                                                                    | Danimarca                                                                | Amichevole                                                               | -                                                                        |                                                                          |
| 17-04-1922                                                               | Amsterdam                                                                | Paesi Bassi                                                              | 0 – 2                                                                    | Danimarca                                                                | Amichevole                                                               | -                                                                        |                                                                          |
| 11-06-1922                                                               | Copenaghen                                                               | Danimarca                                                                | 0 – 3                                                                    | Rep. Ceca                                                                | Amichevole                                                               | -                                                                        |                                                                          |
| 10-09-1922                                                               | Fredrikstad                                                              | Norvegia                                                                 | 3 – 3                                                                    | Danimarca                                                                | Amichevole                                                               | 1                                                                        |                                                                          |
| 1-10-1922                                                                | Copenaghen                                                               | Danimarca                                                                | 1 – 2                                                                    | Svezia                                                                   | Amichevole                                                               | 1                                                                        |                                                                          |
| 6-05-1923                                                                | Praga                                                                    | Rep. Ceca                                                                | 0 – 2                                                                    | Danimarca                                                                | Amichevole                                                               | -                                                                        |                                                                          |
| 30-09-1923                                                               | Copenaghen                                                               | Danimarca                                                                | 2 – 1                                                                    | Norvegia                                                                 | Amichevole                                                               | -                                                                        |                                                                          |
| 14-10-1923                                                               | Stoccolma                                                                | Svezia                                                                   | 1 – 3                                                                    | Danimarca                                                                | Amichevole                                                               | -                                                                        |                                                                          |
| 15-06-1924                                                               | Copenaghen                                                               | Danimarca                                                                | 2 – 3                                                                    | Svezia                                                                   | Nordik Mesterskap                                                        | -                                                                        |                                                                          |
| 14-09-1924                                                               | Kristiania                                                               | Norvegia                                                                 | 1 – 3                                                                    | Danimarca                                                                | Nordik Mesterskap                                                        | 2                                                                        |                                                                          |
| 5-10-1924                                                                | Copenaghen                                                               | Danimarca                                                                | 2 – 1                                                                    | Belgio                                                                   | Amichevole                                                               | 2                                                                        |                                                                          |
| 14-06-1925                                                               | Stoccolma                                                                | Svezia                                                                   | 0 – 2                                                                    | Danimarca                                                                | Nordik Mesterskap                                                        | 1                                                                        |                                                                          |
| 21-06-1925                                                               | Copenaghen                                                               | Danimarca                                                                | 5 – 1                                                                    | Norvegia                                                                 | Nordik Mesterskap                                                        | 1                                                                        |                                                                          |
| 27-09-1925                                                               | Aarhus                                                                   | Finlandia                                                                | 3 – 3                                                                    | Danimarca                                                                | Amichevole                                                               | 1                                                                        |                                                                          |
| Totale                                                                   |                                                                          | Presenze                                                                 | 38                                                                       |                                                                          | Reti (1º posto)                                                          | 52                                                                       |                                                                          |

## Palmarès
- Campionato danese: 6

1913, 1914, 1917, 1918, 1922, 1925